# Biserica romano-catolică din Terezian
Biserica romano-catolică din Terezian, cu hramul „Vizita Fecioarei Maria”, este un monument istoric din municipiul Sibiu. Edificiul a fost inițial parte a Orfelinatului Terezian. În prezent este biserică parohială.